# محمدفاضل براتیان
محمدفاضل براتیان (زادهٔ ۱۹۸۰) یک بازیکن فوتبال اهل افغانستان است.
وی در تیم ملی فوتبال افغانستان بازی کرده‌است.